# Iron Man (videojuego)
Iron Man es un videojuego de acción y aventura beat 'em up basado en la película de 2008 del mismo nombre, así como en las versiones clásicas del personaje. Fue lanzado por Sega el 2 de mayo de 2008 coincidiendo con el estreno de la película en los cines para Nintendo DS, PlayStation 2, PlayStation 3, Wii, Xbox 360, PlayStation Portable y Microsoft Windows.
Los enemigos son A.I.M., Maggia y el grupo terrorista los Diez Anillos. Los supervillanos en el juego incluye a Blacklash, El Controlador, Hombre de Titanio, Melter, y Iron Monger.
Una característica significante es que el juego tiene a Robert Downey Jr., Terrence Howard y Shaun Toub representando sus roles en la película.

## Sinopsis
Durante un viaje de negocios a Afganistán para demostrar la nueva arma de Industrias Stark, Tony Stark es secuestrado por el grupo terrorista los Diez Anillos, quien le ordena construir un misil para ellos. En lugar de ello, él y su compañero de cautiverio Yinsen secretamente construyen la Mark I, la primera armadura de Iron Man en los meses siguientes de su captura. Durante este tiempo, Yinsen también actúa como el mentor de Stark, enseñándole humildad y hablándole de los horrores que su compañía causa, haciendo a Stark reconsiderar su vida. Stark se impresiona al terminar la armadura, llamándola "el futuro". Armada con un lanzallamas, Stark usa la armadura para derrotar a varios terroristas y destruir sus reservas de armas, pero Yinsen es asesinado durante el escape. Stark escapa de las cuevas de los Diez Anillos, pero su traje es destruido cuando aterriza en el desierto. Luego de ser rescatado por la Fuerza Aérea y regresar a los Estados Unidos, Stark declara que su compañía no manufacturará más armas, movimiento desaprobado por su compañero Obadiah Stane.
Con la ayuda de su personal de inteligencia artificial J.A.R.V.I.S., Stark desarrolla una moderna y poderosa versión de su armadura, agregando la nueva tecnología repulsora de Industrias Stark y la capacidad de volar. Mientras prueba su nuevo traje en Industrias Stark, Tony es informado por su asistente Pepper Potts que hombres armados están atacando las instalaciones. Stark decide usar su traje para lidiar con los atacantes, y se da cuenta de que son soldados de Maggia. Luego del ataque, Stark descubre que Maggia está proporcionando armas para los Diez Anillos, y regresa a Afganistán para combatir. Usando su nueva armadura Mark III "Iron Man", Stark destruye los arsenales de armas de Maggia y un aerodeslizador blindado llamado Dreadnought. En su camino de vuelta a casa se enfrenta a la Fuerza Aérea de los Estados Unidos. Un par de F-22 Raptors son destruidos por Stark -uno es dañado durante la persecución, pero Stark se las arregla para salvar al piloto. Él establece contacto con su amigo el teniente coronel James Rhodes, quien descubre la identidad de Stark y cancela el ataque de los jets.
Tony regresa a casa, donde Pepper Potts descubre lo que ha estado haciendo con el traje de Iron Man. Rhodes comienza a ayudar a Stark en su pelea contra Maggia, informándole de un transporte de armas en Afganistán. Stark sigue el transporte hasta que se detiene en el depósito principal, donde se enfrenta al villano Blacklash, un extrabajador de Industrias Stark que ahora trabaja para Maggia. Iron Man se las arregla para derrotar a Blacklash y destruye sus armas. Stark se dirige al recinto de Maggia a destruir el resto de las armas, y luego de infiltrarse en la mansión se enfrenta a Madame Máscara, quien muere luego al ser aplastada por un muro que se le cae encima. Stark descubre la última arma de Maggia: una fortaleza voladora fuertemente armada. Iron Man ataca la fortaleza y la destruye, terminando con el mal de Maggia de una vez por todas.
Mientras Stark se enfrentaba a Maggia, su corrupto socio de negocios Obadiah Stane secretamente consigue la primera armadura de Iron Man en Afganistán y comienza a trabajar con Advanced Idea Mechanics (A.I.M.) para crear una fuente de poder. Luego de que Rhodes le informa que A.I.M. ha atacado una instalación nuclear en Rusia, Stark decide enfrentárseles, también porque A.I.M. eran los más grandes compradores de Industrias Stark antes de que él parara de fabricar armas. Iron Man termina con el robo de energía nuclear y detecta una señal fuerte de radiación bajo tierra. Luego de seguir la señal Stark se enfrenta a Boris Bullski, quien creó una armadura de titanio parecida a la de Iron Man, lo que lo convierte en "El Hombre de Titanio". Sin embargo, Stark es capaz de derrotar a Bullski y luego regresa a Estados Unidos. Rhodes le informa que A.I.M. ha atacado una nave militar en el Ártico, y Stark otra vez evita que roben energía nuclear. Durante la batalla, Iron Man es atacado por el Controlador, pero se las arregla para derrotarlo.
Luego de regresar a Industrias Stark, Tony envía a Pepper a piratear la computadora de las Industrias y encontrar los registros de envío, así él puede localizar los cargamentos ilícitos y destruirlos. Sin embargo, las instalaciones son atacadas por las fuerzas de A.I.M. bajo el control del Hombre de Titanio, que fue enviado por Obadiah Stane para robar el traje de Iron Man. Después de descubrir la participación de Stane con A.I.M. y los Diez Anillos, Stark una vez más derrota a Bullski. Tony regresa a su taller, donde es emboscado por Stane, que roba su reactor arc para crear una fuente de poder para su armadura. Stark logra sobrevivir, y es informado por Rhodes que A.I.M. secuestró a Pepper. Él utiliza su armadura para salvar a Pepper en una instalación de A.I.M, y previene la explosión de su reactor. Stark decide que A.I.M. es una amenaza mayor que Stane, y decide enfrentarse a ellos primero. Él se dirige a su isla y destruye su cañón de protones, y más tarde se enfrenta y derrota a Melter. Stark destruye una fábrica de armaduras de batalla, finalizando la amenaza de A.I.M.
Stark regresa a los Estados Unidos y contacta a Obadiah Stane, descubriendo que él ha secuestrado a Pepper Potts. Tony regresa a Industrias Stark, donde se enfrenta a un blindado Stane en las calles de los alrededores. Stane vuela al techo de Industries Stark, y Stark le ordena a Pepper que sobrecargue el reactor arc en el edificio para dañar el traje de Iron Monger. El plan funciona, y Stane es derrotado. Luego de la derrota de Maggia, Advanced Idea Mechanics y Iron Monger, Tony Stark decide continuar ayudando a la humanidad como Iron Man.

## Reparto
- Robert Downey Jr. - Tony Stark
  - Stephen Stanton - Iron Man
- Terrence Howard - James Rhodes
- Shaun Toub - Ho Yinsen
- Dimitri Diatchenko - Hombre de Titanio / Boris Bullski
- Gavin Hammon - Melter / Bruno Horgan
- Zach McGowan - Whiplash / Marc Scarlotti
- Meredith Monroe - Pepper Potts
- Gillon Stephenson - JARVIS
- Fred Tatasciore - Iron Monger / Obadiah Stane
- Courtenay Taylor - Madame Máscara / Whitney Nefaria
- Jim Ward - Controlador / Basil Sandhurst

## Recepción
Las versiones para Nintendo DS, Wii, PlayStation 2 y PlayStation Portable recibieron resultados críticos desfavorables en GameRankings y Metacritic. Estas versiones fueron en general bien recibidas por los fanes, pero sufren desde la jugabilidad, los gráficos y las frustraciones de los controles. El RU basado en la Official Nintendo Magazine calificó la versión de Wii de Iron Man el 15%, una de sus calificaciones más bajas hasta la fecha.
La versión de Xbox 360 recibió una calificación promedio de 46% en GameRankings y Metacritic, y la versión para PlayStation 3 recibió una calificación promedio de 43%. Estas versiones fueron muy criticadas por los controles frustrantes, gráficos mediocres, y un juego repetitivo, con Eurogamer otorgándole un 3/10 y IGN 3.8/10. Fue honorado y premiado como "El peor juego que todos jugaron" por GameSpot en sus premios a los videojuegos de 2008.

## Secuela
Una secuela del juego escrito por el historietista de Iron Man, Matt Fraction, y vagamente basado en la secuela de la película, fue publicada el 4 de mayo de 2010.